# Santiago de Calatrava
Santiago de Calatrava é um município da Espanha na província de Jaén, comunidade autónoma da Andaluzia, de área 47,66 km² com população de 862 habitantes (2005) e densidade populacional de 19,15 hab/km².

## Demografia
| Variação demográfica do município entre 1991 e 2004 | Variação demográfica do município entre 1991 e 2004 | Variação demográfica do município entre 1991 e 2004 | Variação demográfica do município entre 1991 e 2004 |
| --------------------------------------------------- | --------------------------------------------------- | --------------------------------------------------- | --------------------------------------------------- |
| 1991                                                | 1996                                                | 2001                                                | 2004                                                |
| 1005                                                | 942                                                 | 909                                                 | 898                                                 |